# Csanghanphjong állomás
Csanghanphjong (Janghanpyeong) állomás metróállomás a szöuli metró 5-ös vonalán, Tongdemun-ku (Dongdaemun-gu) kerületben.

## Viszonylatok
| 5-ös vonal                                 | 5-ös vonal | 5-ös vonal                                                             |
| ------------------------------------------ | ---------- | ---------------------------------------------------------------------- |
| Tapsimni (Dapsimni) Panghva (Banghwa) felé | fő vonal   | Kundzsa (Gunja) Szangil-tong (Sangil-dong) vagy Macshon (Macheon) felé |